# Michał Kwiatkowski
Michał Kwiatkowski (n. 2 iunie 1990, Chełmża, Voievodatul Cuiavia și Pomerania, Polonia) este un ciclist polonez, membru al echipei Ineos Grenadiers. În 2014, a fost primul polonez care a devenit campion mondial profesionist pe șosea. Este primul polonez care a câștigat Milano-San Remo în 2017. De asemenea, a câștigat Strade Bianche în 2014 și 2017, Amstel Gold Race în 2015, E3 Grand Prix în 2016 și Clasica San Sebastián 2017. În 2018, a câștigat Tirreno-Adriatico și Turul Poloniei.

## Rezultate în Marile Tururi

### Turul Franței
9 participări
- 2013: locul 11
- 2014: locul 28
- 2015: abandon în etapa a 17-a
- 2017: locul 57
- 2018: locul 49
- 2019: locul 83
- 2020: locul 30, câștigător al etapei a 18-a
- 2021: locul 68
- 2023: câștigător al etapei a 13-a

### Turul Italiei
1 participare
- 2012: locul 136

### Turul Spaniei
2 participări
- 2016: abandon în etapa a 7-a, câștigător al primei etape
- 2018: locul 43